# إلياس كاتس
إلياس كاتس (بالفنلندية: Elias Katz) هو عداء المسافات المتوسطة فنلندي، ولد في 22 يونيو 1901 في توركو في فنلندا، وتوفي في 24 ديسمبر 1947 في غزة في السلطة الوطنية الفلسطينية.

## وصلات خارجية
- إلياس كاتس على موقع الاتحاد الدولي لألعاب القوى (الإنجليزية)
- إلياس كاتس على موقع اللجنة الأولمبية الدولية (الإنجليزية)
- إلياس كاتس على موقع أوليمبيديا (الإنجليزية)